# Rechtsanwaltskammer für den Oberlandesgerichtsbezirk Oldenburg
Die Rechtsanwaltskammer für den Oberlandesgerichtsbezirk Oldenburg (RAK) ist eine von 28 Rechtsanwaltskammern in Deutschland. Sie ist eine Körperschaft des öffentlichen Rechts und hat ihren Sitz in Oldenburg, Niedersachsen. Sie ist zuständig für die Rechtsanwälte in den Landgerichtsbezirken Aurich, Oldenburg und Osnabrück. Der Selbstverwaltungsorganisation gehören etwa 2700 zugelassene Rechtsanwälte und Rechtsanwaltsgesellschaften als Mitglieder an.
Neben ihr gibt es in Niedersachsen noch die Rechtsanwaltskammern für die Oberlandesgerichtsbezirke Celle und Braunschweig.
Zu den wesentlichen Aufgaben der Rechtsanwaltskammer zählen: 
- Zulassung zur Rechtsanwaltschaft
- Verleihung von Fachanwaltsbezeichnungen
- Berufsrechtliche Aufsicht über die Mitglieder
- Beratung und Belehrung der Kammermitglieder in berufsrechtlichen Fragen
- Mitwirkung bei der Juristenausbildung
- Vertretung der Interessen der Anwaltschaft gegenüber Gesetzgebungs- und Verwaltungsorganen